# Tiglatpileser II
Tiglatpileser II (più correttamente in accadico Tukultī-apil-Ešarra, traducibile in "la mia fiducia appartiene all'erede dell'Ešarra") (... – 935 a.C.) fu re di Assiria dal 966 a.C., quando succedette a suo padre, Assur-resh-ishi II fino alla morte nel 935 a.C., quando gli succedette il figlio Assur-dan II. Del suo regno si sa pochissimo.